# Molí de Cal Ton del Pere
El Molí de Cal Ton del Pere és una obra del municipi de Sant Pere de Riudebitlles (Alt Penedès) inclosa en l'Inventari del Patrimoni Arquitectònic de Catalunya. És una edificació entre mitgeres i fent cantonada, composta de planta baixa, dos pisos i golfes. Portal d'arc de mig punt adovellat, finestres al primer i segon pis, de brancals, ampits i llindes de pedra. Galeria de finestres petites a les golfes. Ràfec. La casa fou edificiada en l'època de la primera industrialització, gràcies a la proximitat del riu Bitlles, del que s'aprofita l'aigua per moure el molí.